# Championnat du Danemark de hockey sur glace 1962-1963
Cette page présente la saison 1962-1963 du championnat du Danemark de hockey sur glace, dont elle fut la sixième édition. Elle rassembla cinq équipes et fut remporté par Rungsted IK.

## Classement
| Clt   | Équipe                            | PJ | V | D | N | BP | BC | Pts |
| ----- | --------------------------------- | -- | - | - | - | -- | -- | --- |
| +001, | Rungsted IK                       | 8  | 6 | 1 | 1 | 52 | 21 | 13  |
| +002, | Esbjerg IK                        | 8  | 6 | 1 | 1 | 49 | 23 | 13  |
| +003, | KSF Kopenhagen                    | 8  | 5 | 3 | 0 | 37 | 37 | 10  |
| +004, | Gladsaxe SF                       | 8  | 2 | 6 | 0 | 22 | 37 | 4   |
| +005, | Universitetes Studenter Gymnastik | 8  | 0 | 8 | 0 | 16 | 58 | 0   |